# フランツ・フォン・ヒッパー

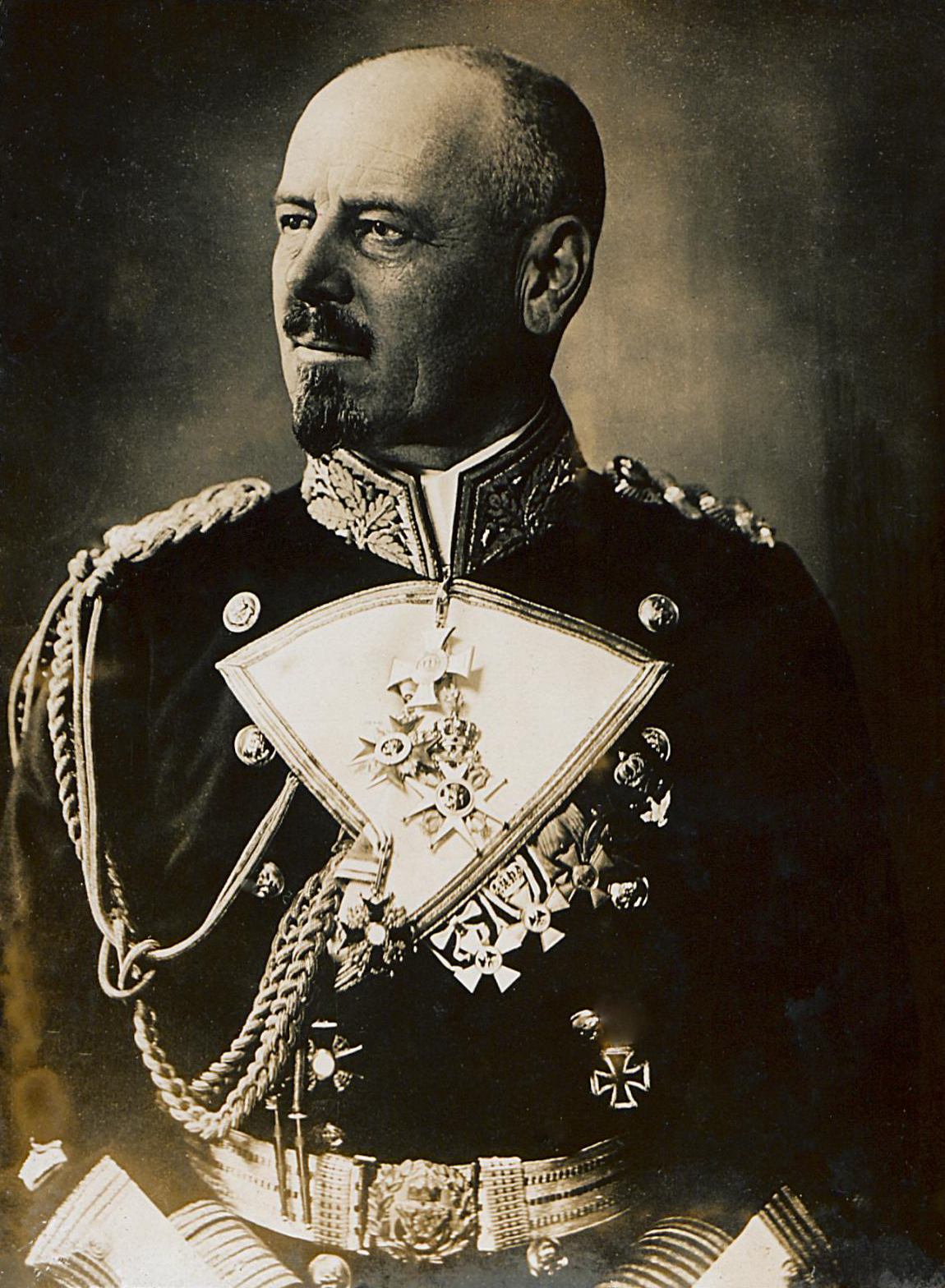

フランツ・フォン・ヒッパー（Franz Ritter von Hipper, 1863年9月13日 - 1932年5月25日）は、ドイツ帝国の軍人、提督。

## 生涯
ヒッパーは、ドイツ南部のバイエルン王国の山岳地にあるヴァイルハイム・イン・オーバーバイエルンに生まれた。18歳で帝国海軍に入り、士官候補生として当時まだ帆船であったフリゲート艦「ニオベ (Niobe)」および「ライプツィヒ (Leipzig)」に乗り組み、海軍軍人の道を歩み出した。1884年から1903年には魚雷艇を指揮、その後装甲巡洋艦フリードリヒ・カールの艦長に昇進した。1913年10月、彼はドイツ大洋艦隊の索敵部隊司令官に任命された。
1914年に第一次世界大戦が始まると、数に勝る英国海軍を相手に幾度かの戦果をあげた。1914年12月にスカボロー砲撃、1915年1月24日のドッガー・バンク海戦、1916年5月30日から6月1日にかけてのユトランド沖海戦でイギリス本国艦隊の3隻の巡洋戦艦を撃沈することに成功し、バイエルン王ルートヴィヒ3世により騎士位 (Franz Ritter von Hipper) を授与されている。
1918年8月、ラインハルト・シェア提督の後を継いでドイツ大洋艦隊司令長官に任命された。1918年11月4日にキール軍港で水兵反乱が始まると、彼は戦争の完遂を命令したが、聞き入れられることはなかった。その後連合軍との休戦交渉が妥結すると、交渉条件に従い、彼はドイツ艦艇をすべてイギリスの海軍基地スカパ・フローに向かわせ、11月30日にその職を辞した。翌年1919年6月21日、不本意な講和条約案に抑留中の74隻のドイツ艦船の多くは連合軍への艦船引渡しを拒み、スカパ・フローで自沈した。
余生をハンブルク郊外のオツマルシェン (Othmarschen) で過ごし1932年に死亡した。享年68。遺体は故郷の町で埋葬された。
第二次世界大戦に活躍した重巡洋艦アドミラル・ヒッパーおよび西ドイツ海軍の138型教育フリゲート、ヒッパー（旧英海軍ブラックスワン改級スループ「アクティーオン」）は彼に因んで名付けられた。